# Pelonne
Pelonne é uma comuna francesa na região administrativa de Auvérnia-Ródano-Alpes, no departamento de Drôme. Estende-se por uma área de 2,77 km². Em 2010 a comuna tinha 26 habitantes (densidade: 9,4 hab./km²).